# Kemal Şahin

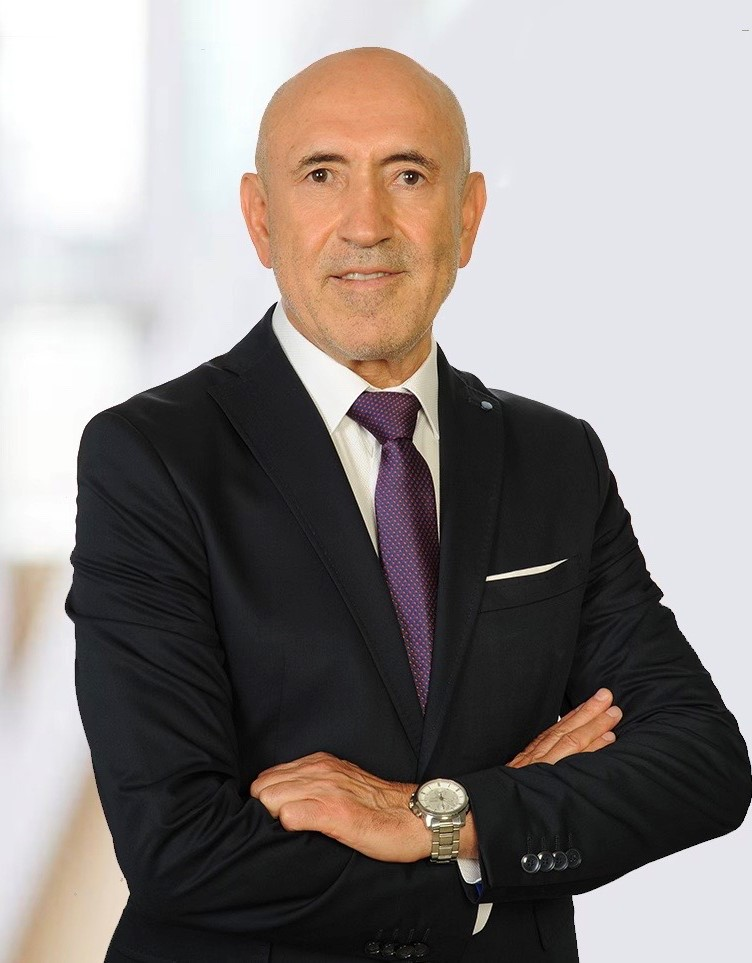
Kemal Şahin

Kemal Şahin (* 1955 in Taşlıpınar, Beyşehir, Provinz Konya, Türkei) ist ein türkischer Unternehmer, der in den 1980er-Jahren in Aachen ein Textilhandelsunternehmen gründete, aus dem er einen der größten Textilkonzerne der Türkei entwickelte, die Şahinler Holding.

## Leben und Karriere
Şahin kam 1973 mit Hilfe eines Stipendiums nach Deutschland, lernte ein Jahr Deutsch und begann anschließend das Studium der Metallurgie an der RWTH Aachen. Da er in Deutschland nach Abschluss seines Ingenieurstudiums keine Arbeitserlaubnis bekam und ihm die Abschiebung drohte, gründete er 1982 einen Geschenkeladen in Aachen, aus dem sich die Santex Moden GmbH entwickelte. Der damals 27-jährige Şahin verkaufte unter anderem Gebetsteppiche und Tischdecken an Gastarbeiterfamilien und günstige T-Shirts an Studierende. Er erzählt, in dieser Zeit sei er auf Widerstand gestoßen, da viel Menschen in Deutschland nicht mit ihm oder für ihn arbeiten wollten. Um die steigende Nachfrage nach Bekleidungsartikeln in Deutschland befriedigen zu können, gründete Şahin zwei Jahre später in der Türkei unter dem Namen Konteks eine Textilfabrik, wobei ihn seine Familie unterstützte. Damit legte Şahin den Grundstein für das Konglomerat der Şahinler Holding. Gleichzeitig erzählt er, dass sich in dieser Zeit auch seine Unternehmensphilosophie herausgebildet habe: Er wolle die deutschen Tugenden Pünktlichkeit und Zuverlässigkeit mit der türkischen Flexibilität und Serviceorientierung verbinden.

## Auszeichnungen
Für seine herausragenden unternehmerischen Leistungen wurde er 1997 von der Schitag Ernst & Young und dem Manager Magazin zum Unternehmer des Jahres gewählt und wurde anschließend im Rahmen einer internationalen Konferenz in Palm Springs in Kalifornien in das „Entrepreneur of the Year Institute“ aufgenommen.
Im Jahre 1998 erhielt er den Preis für den Ehreninvestor Europas vom Club of Europe. Im Jahr 2000 wurde ihm der „Verdienstorden für außerordentliche Dienste“ vom Staatspräsidenten der Republik Türkei, Süleyman Demirel, verliehen. Ende 2000 ehrte ihn die Selçuk Üniversitesi in Konya aufgrund seines hohen Einsatzes und seiner Leistungen im Bildungsbereich mit dem Ehrendoktortitel.
Beim Wettbewerb „chance.nrw. Zugewanderte in Wirtschaft und Verwaltung“ hat die Şahinler Group Europe im Dezember 2003 in der Kategorie „Betriebe“ den ersten Preis gewonnen. Der Preis bezieht sich auf die erfolgreiche Ausbildung, Förderung und Integration junger Menschen mit Migrationshintergrund.
Kemal Şahin wurde 2014 in Anerkennung der um die Bundesrepublik Deutschland erworbenen besonderen Verdienste das Bundesverdienstkreuz 1. Klasse verliehen.
Weiterhin wurde Şahin im Jahr 2015 vom Bürgermeister der türkischen Stadt Edirne, Recep Gürkan, mit dem Ehrenbürgerpreis ausgezeichnet.

## Engagement
Neben seinen erfolgreichen geschäftlichen Tätigkeiten ist Kemal Şahin auch in sozial-gesellschaftlichen Organisationen tätig:
- Verband türkischer Unternehmer und Industrieller in Europa (ATIAD): Gründungsmitglied, 1. Vorstandsvorsitzender, Beiratsvorsitzender
- Türkische Außenhandelsstiftung in Ankara: Mitbegründer und Vorsitzender des Gründungsgremiums
- EURO-TÜRK (Europäisch-Türkischer Freundschaftsverein e. V.): Ehrenmitglied
- Şahinler-Stiftung (Gründung 1988): Ziel ist es, das türkische Bildungswesen aktiv zu fördern, entweder über die Vergabe von Stipendien, die bedürftige, talentierte Studenten materiell unterstützen oder auch durch den Bau zweier kompletter Grundschulen als Stiftung für das türkische Bildungsministerium. Schulen werden von der Stiftung mit Computern und anderen Lehrmitteln ausgestattet und ca. 500 Schülern und Studenten jährlich finanziell über die Vergabe von Stipendien geholfen.
- Gründung der TEMA-Stiftung für den Naturschutz in Aachen, eine Internationale Stiftung für den Kampf gegen die Bodenerosion, für die Aufforstung der Wälder und für den Naturschutz: Gründungspräsident und Vorsitzender des Kuratoriums
- Türkisch-Deutsche Industrie- und Handelskammer (TD-IHK): Gründungspräsident (2003–2006)
- Gründungsmitglied und Beiratspräsident der Türkisch–Deutschen Studenten und Akademiker Plattform (TD-Plattform e. V.)
- Gründung der Stiftung: BİLDUNG! EĞİTİM! im Februar 2012 in Köln (Gründungsmitglied & Vorstandsvorsitzender)
- Mitwirkung bei den Integrationsgipfeln in Berlin und Mitglied des Integrationsrates der NRW-Regierung